# 1989 en Nouvelle-Calédonie
- 1960
- 1970
- années 1980
  - 1980
  - 1981
  - 1982
  - 1983
  - 1984
  - 1985
  - 1986
  - 1987
  - 1988
  - 1989
- 1990
- 2000
- 2010
- 2020

Cet article présente les faits marquants de l'année 1989 en Nouvelle-Calédonie.

## Événements
- 2 janvier : cyclone « Delilah » (974 hPa à Poindimié) qui cause de graves inondations dans le nord et le centre-est, causant deux morts. Il marque le début d'une saison cyclonique particulièrement active.
- 23 janvier : Jean-Marie Tjibaou se rend au IVe sommet des pays du Fer de lance mélanésien en Papouasie-Nouvelle-Guinée.
- 11 février : cyclone « Harry » (964 hPa à Pouébo et Koumac) dans le nord : ce sont essentiellement les vents violents (rafales de 184 km/h à Koumac) qui causent d'importants dégâts aux maisons, bateaux, infrastructures, cultures. Les communes du nord de la Grande Terre (Koumac, Poum, Kaala-Gomen et Ouégoa) sont sinistrées à 100 %.
- 12-19 mars : 1er et 2e tour des élections municipales : progression des voix indépendantistes qui obtiennent 39 % des suffrages exprimés sur l'ensemble du Territoire.
- 10-11 avril : nouveau cyclone, « Lilli », moins fort que les deux précédents (989 hPa estimés à Yaté), mais qui cause toutefois d'importantes inondations dans le sud et la côte est. 30 bateaux de plaisance sont coulés.
- 4 mai : Assassinat de Jean-Marie Tjibaou et de Yeiwéné Yeiwéné à Ouvéa, la veille de la levée du deuil des morts indépendantistes de l'opération Victor, par un indépendantiste kanak (Djubelly Wéa) opposé aux Accords de Matignon, lui-même immédiatement abattu par les gardes du corps des leaders séparatistes.
- 20 mai : François Burck, dernier rescapé du bureau politique de l'Union calédonienne ayant participé au vote sur le positionnement pour l'indépendance du parti en 1977, et l'un des rares Caldoches indépendantistes, est élu pour succéder à Jean-Marie Tjibaou à la tête de l'UC. Léopold Jorédié, le second lieutenant de Tjibaou après Yeiwéné et qui, également présent à Ouvéa le 4 mai, a échappé à la tentative d'assassinat, est vice-président. Rock Wamytan, grand-chef de Saint-Louis et petit-fils de Rock Pidjot, est envoyé à la réunion ministérielle du bureau de coordination des Pays non-alignés à Harare au Zimbabwe.
- 11 juin: premières élections provinciales à la suite de la mise en place du statut des Accords de Matignon. Victoire du RPCR qui remporte la toute nouvelle Province Sud (présidée par Jacques Lafleur) mais aussi la majorité absolue au Congrès du Territoire (Simon Loueckhote en est élu président). Le FLNKS quant à lui obtient le contrôle des deux autres provinces, celles du Nord (dont la présidence revient à Léopold Jorédié) et des Îles Loyauté (présidée par Richard Kaloï). Début d'un « pacte de non-agression » dans les institutions, sur fond de développement séparé, entre le RPCR et l'UC, qui durera jusqu'en 1992.
- 28 juin : le syndicat USTKE se retire du FLNKS.
- 29 novembre: le projet de loi d'amnistie pour la Nouvelle-Calédonie est adopté par l'Assemblée nationale.